# Edifici de la Farella
Les Edifici de la Farella és una obra de Roses (Alt Empordà) protegida com a Bé Cultural d'Interès Local. Són les restes d'un edifici situat a llevant del coll de Fitor, en un punt més elevat respecte al pla de les Gates, del costat de Montjoi.

## Descripció
Es tracta d'una construcció molt mal conservada, que està edificada al costat d'un aflorament rocós, en un terreny erm cobert de matolls i vegetació baixa, que amaguen gran part de les restes.
Les parets conservades configuraven un edifici força gran, d'uns 25 m de llargada, de forma rectangular. Els murs perimetrals es conservaven amb una alçada màxima de 60 cm, l'amplada variaria entre 60 i 80 cm. L'espai inferior podria haver estat compartimentada en nou estances estretes i allargades i de mides diverses. S'observaven diferents espais corresponents a portes inferiors.
Les parets estaven construïdes amb lloses de pissarra sense treballar, disposades de manera irregular, però ben ajustades. En diferents punts es veien les lloses disposades de manera inclinada en un sol sentit i, en d'altres trams es veia un opus spicatum ben marcat.

## Història
Aquest seria un possible edifici medieval en relació amb el nucli de població de Magrigul, a Monjoi.